# Tiburtino Sud
Tiburtino Sud è la zona urbanistica 5D del Municipio Roma IV di Roma Capitale.
Si estende sul quartiere Q. XXII Collatino a ovest e sulla zona Z. VII Tor Cervara a est, corrispondenti alle aree urbane di Tiburtino III e di Colli Aniene.

## Geografia fisica

### Territorio
La zona è delimitata a nord dalla via Tiburtina e dal fiume Aniene, a est dal parco della Cervelletta, a sud dalla ferrovia Roma-Tivoli, a ovest da via Grotta di Gregna, via Venafro e via del Frantoio.
La zona confina:
- a nord con la zona urbanistica 5H Casal de' Pazzi
- a est con le zone urbanistiche 5F Tor Cervara e 7C Tor Sapienza
- a sud con le zone urbanistiche 7A Centocelle e 7B Alessandrina
- a ovest con la zona urbanistica 5B Casal Bruciato
- a nord-ovest con la zona urbanistica 5C Tiburtino Nord

## Collegamenti
|  | È raggiungibile dalla stazione di Palmiro Togliatti. |